# 博皮 (洛特-加龙省)
博皮（法語：Beaupuy，法語發音：[bopɥi]）是法国洛特-加龙省的一个市镇，属于马尔芒德区。

## 地理
博皮（44°32'8"N, 0°8'45"E）面积8.17 平方千米，位于法国新阿基坦大区洛特-加龍省，该省份为法国西南部内陆省份，北起多爾多涅省，西接吉倫特省和朗德省，南至热尔省，东临塔恩-加龙省和洛特省。
与博皮接壤的市镇（或旧市镇、城区）包括：居皮河畔莫沃赞、居皮河畔卡斯泰尔诺、马尔芒德、圣巴泽耶。

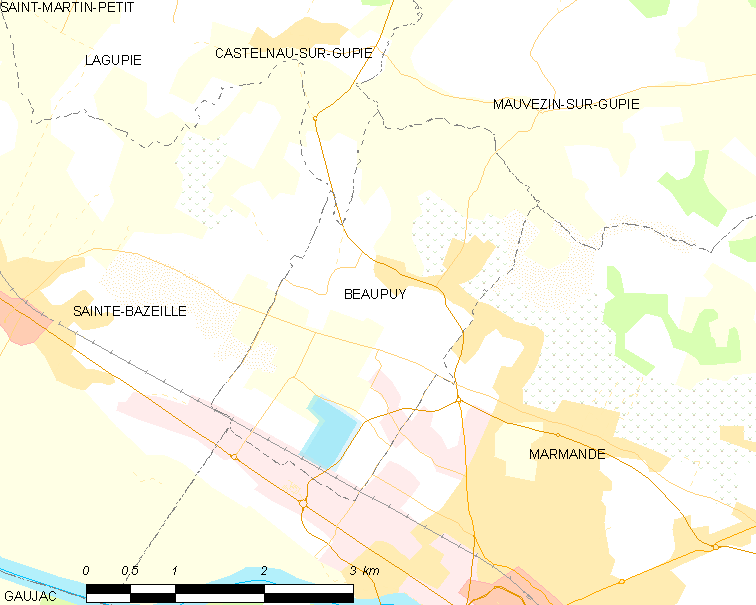
的OSM定位图

博皮的时区为UTC+01:00、UTC+02:00（夏令时）。

## 行政
博皮的邮政编码为47200，INSEE市镇编码为47024。

## 政治
博皮所属的省级选区为马尔芒德第一县。

## 人口

1962-2008年间人口变化图示

博皮于2022年1月1日时的人口数量为1678人。